# Помона (корвет, 1806)
«Помона» — парусный корвет Балтийского флота Российской империи. Участник англо-русской и Отечественной войн.

## Описание судна
Один из трёх парусных корветов типа «Флора». Длина судна по сведениям из различных источников составляла от 32,5 до 32,51 метра, ширина от 8,77 до 8,8 метра, а осадка — 4,2 метра. Вооружение судна состояло из двадцати двух 18-фунтовых карронад.

## История службы
Корвет «Помона» был заложен в Главном адмиралтействе Санкт-Петербурга в 1805 году и после спуска на воду 19 июля 1806 года вошел в состав Балтийского флота России. Строительство вёл корабельный мастер Г. С. Исаков.
В 1807 году выходил практическое плавание в Балтийское море.
Принимал участие в боевых действиях против английского и шведского флотов в Балтийском море в 1808 и 1809 годах во время англо-русской войны. В составе отряда капитана 2-го ранга графа Л. П. Гейдена с 26 по 28 мая 1808 года перешел из Кронштадта в Свеаборг для усиления его обороны. 15 июля покинул Свеаборг и присоединился к эскадре адмирала П. И. Ханыкова, в составе которой ушёл к Гангуту. До 13 августа эскадра находилась в крейсерстве у Гангута и Юнгферзунда, но, после встречи с превосходящим по численности англо-шведским флотом, взяла курс к берегам России и 14 августа вошла в Балтийский порт. После ухода флота противника 20 сентября эскадра вышла из Балтийского порта и 30 сентября прибыла в Кронштадт. В 1809 году корвет выходил в крейсерские плавания в Финский и Ботнический заливы, а в следующем году — в практическое плавание в Финский залив. В 1811 нёс брандвахтенную службу в Свеаборге.
Принимал участие в Отечественной войне 1812 года и войне с Францией 1813—1814 годов. С мая по июль 1812 года в составе отряда капитана 2-го ранга И. С. Тулубьева выходил в крейсерские плавания в Балтийское море для защиты торговых судов от французских каперов, после чего вернулся в Свеаборг. С июля по сентябрь принимал участие в блокаде Данцига. C 1814 по 1820 год выходил в практические плавания в Балтийское море и Финский залив.
В 1823 году корвет «Помона» был разобран.

## Командиры корвета
Командирами корвета «Мельпомена» в разное время служили:
- М. И. Миницкий (1807 год).
- И. Т. Быченский 5-й (1808–1809 годы).
- П. П. Мистров (1810–1813 годы).
- Ф. П. Тебеньков (1816 год).
- И. Е. Гаврино (до июня 1819 года).